# Keswick and Intwood
Keswick and Intwood – civil parish w Anglii, w Norfolk, w dystrykcie South Norfolk. W 2011 civil parish liczyła 444 mieszkańców.